# Королевские военно-воздушные силы Великобритании

Флаг Королевских ВВС Великобритании

Королевские военно-воздушные силы (англ. Royal Air Force (RAF)) — военно-воздушные силы Великобритании. Сформированы к концу Первой мировой войны 1 апреля 1918 года, став первыми независимыми ВВС в мире, путем объединения Королевского летного корпуса (RFC) и Королевской военно-морской воздушной службы (RNAS). После победы Антанты над Центральными державами в 1918 году Королевские ВВС стали крупнейшими военно-воздушными силами в мире в то время. С момента своего образования королевские ВВС сыграли значительную роль в британской военной истории, в частности во Второй мировой войне, где прославились во время Битвы за Британию.

## История

### Создание
Соединённое Королевство не было первой страной принявшей на вооружение самолёты, однако именно ВВС Великобритании являются первыми независимыми от армии и флота военно-воздушными силами. После публикации «Отчета Смэтса», подготовленного Яном Смэтсом, RAF были основаны 1 апреля 1918 года со штаб-квартирой, расположенной в бывшем отеле «Сесил». В то время это были самые большие военно-воздушные силы в мире.
Однако после войны личный состав RAF был резко сокращён и в межвоенный период Королевские ВВС взяли на себя ответственность за контроль над Ираком и выполнили ряд незначительных функций в других частях Британской империи, включая защиту колоний Сингапура и Малайи. Военно-морское авиационное подразделение Королевских ВВС было основано в 1924 году, но передано под контроль адмиралтейства 24 мая 1939 года.
В 1919 году, лорд Альфред Милнер, министр колоний Британской Империи, ища метод подавления восстания дервишей в Сомали под предводительством Саида Мохаммеда Абдалле Хасана, обратился к командующему Королевскими ВВС, сэру Хью Тренчарду за советом. Сэр Тренчард заявил, что RAF могут взять на себя подавление восстания дервишей. И 1 января 1920 года в Бербере был построен аэродром и Королевские ВВС приступили к подавлению восстания. Уже 9 февраля восстание было подавлено.

### Вторая мировая война
Численность личного состава RAF расширялась до и во время Второй мировой войны. В соответствии с «Планом воздушной подготовки Британского Содружества» от декабря 1939 года военно-воздушные силы стран Британского Содружества готовили и формировали «эскадрильи статьи XV» для службы в соединениях Королевских ВВС. Многие отдельные военнослужащие из этих стран и беженцы из оккупированной Европы также служили в эскадрильях Королевских ВВС. К концу войны Королевские канадские ВВС предоставили более 30 эскадрилий для службы в соединениях Королевских ВВС. Кроме того, австралийские Королевские военно-воздушные силы составляли около девяти процентов всего персонала Королевских ВВС, служившего на европейском и средиземноморском театрах военных действий. Во время Битвы за Британию в 1940 году, королевские ВВС защищали небо над Британией от численно превосходящих сил Люфтваффе. В ходе, пожалуй, самой продолжительной и сложной воздушной кампании в истории, Битва за Британию отсрочила операцию «Морской лев», план Гитлера по вторжению в Великобританию. В Палате общин 20 августа премьер-министр Великобритании Уинстон Черчилль выступил с речью перед нацией, в которой заявил, что «Никогда ещё в истории человеческих конфликтов столь многие не были обязаны столь немногим».
9—15 декабря 1940 — началось британское контрнаступление в Западной пустыне. Комбинированные атаки с воздуха, суши и моря против войск и колонн снабжения вынуждают итальянцев отступать от египетской границы.
26 января — 30 марта 1942 года — японские войска продвигаются на Тихоокеанском ТВД. К концу января ВВС и другие союзные войска вывезены из Малайи и Сингапура на Суматру. Через две недели противник захватил аэродром Палембанг на Суматре, уничтожив 39 истребителей «Харрикейн». К 18 февраля союзники эвакуировались на Яву. Количество самолётов в распоряжении ВВС было сокращено. 3 марта войска союзников начали эвакуировать Яву; на следующий день они капитулировали. Японские войска вошли в Янгон 8 марта, вынудив оставшиеся силы переместиться на север. Наконец, 27 марта японцы начали трёхдневное наступление в Бирме, заставившее союзников эвакуироваться в Индию.
23 октября — 4 ноября 1942 — в северо-западной Африке начинается Второе сражение при Эль-Аламейне. Истребители ВВС патрулируют небо над неприятельскими аэродромами, пока четырёхдневная бомбардировочная кампания уничтожает большинство противоборствующих сил. Обладая господством в воздухе, союзники неуклонно продвигались на запад через Северную Африку. Во время высадок союзников 8 ноября (Мароккано-алжирская операция) дополнительные подкрепления позволили ВВС укрепить своё превосходство. Однако в Северо-Западной Африке союзники понесли большие потери, испытывая трудности с отсутствием подходящих аэродромов.
9—10 июля 1943 года — Операция «Хаски», начинается вторжение на Сицилию.
9 сентября 1943 — англо-американские войска высаживаются в Салерно.
21 января 1944 года — немецкое люфтваффе начинает серию тяжёлых налётов на британские цели, включая Лондон.
1 июня 1944 года — формируется Балканские ВВС, для поддержки югославских партизан.
6 июня 1944 года — операция «Оверлорд». «Тайфун» и «Мустанг» вывезли вооружённые разведывательные миссии вглубь страны.
4 мая 1945 года — последний день воздушных операций в северо-западной Европе.
В годы войны существовало Управление вспомогательного воздушного транспорта (Air Transport Auxiliary, ATA). В нём служили гражданские лётчики, перегонявшие отремонтированные и поврежденные военные самолёты между заводами, пунктами доставки, подразделениями технического обслуживания, эскадрильями и аэродромами действующей службы. АТА также перевозила дежурный обслуживающий персонал из одного места в другое и выполняла некоторые функции санитарной авиации.

### После войны
1946—1949 годы — участие в арабо-израильском конфликте. Британские ВВС несли множественные потери в результате действий израильских террористов, в воздушных боях и ударов ВВС Египта по аэродромам и впоследствии от огня только созданных вооружённых сил Израиля.
Май 1951 года — первый реактивный бомбардировщик Королевской армии — «Канберра».
31 октября 1956 год — начинается операция «Мушкетёр», Суэцкий кризис.
15 мая 1957 года — первая британская водородная бомба (Жёлтое солнце) была сброшена около острова Рождества в юго-западной части Тихого океана.
30 июня 1969 года — ответственность за стратегическое ядерное оружие Британии переходит на подводные лодки и ракеты «Поларис» Королевского флота.
1 сентября 1969 года — вывод британских войск из Ливии(см.Военный переворот в Ливии).
15 ноября 1972 года — открыт Музей королевских военно-воздушных сил.
ноябрь 1975 года — британские подкрепления направляются протекторату Белиза в Центральной Америке, для противодействия угрозе вторжения соседней Гватемалы[значимость факта?].
18 июля 1979 года транспортный самолёт C-130 ВВС Великобритании, приземлившийся в аэропорту «Лас Мерседес» чтобы доставить груз Международного Красного Креста был захвачен подразделением Национальной гвардии Никарагуа, под угрозой огнестрельного оружия заставившим экипаж взлететь и вывезти их за пределы страны.
11 августа 1990 года 29 эскадрильи[прояснить] Tornado F3s прибыли на базу ВВС Саудовской Аравии в Дахране; в дальнейшем они приняли участие в войны в Персидском заливе.
9 января 1996 года — последний рейсовый полёт в Сараево под операцией Чешир[прояснить], осуществлённые RAF.
1 апреля 1996 года — расформирован последний штаб RAF на континентальной Европе, в Райндахлене.
В декабре 1998 года ВВС США и Великобритании бомбили Ирак, в 1999 году — бомбили Югославию.
21 августа 2001 года — закрытие последней базы RAF в Германии. Решение об удалении всех активов РАФ из Германии было принято в 1996 году в результате Стратегического оборонного обзора. Церемония 15 июня официально завершила непрерывное присутствие RAF в Германии со времён Второй мировой войны.
С октября 2001 года ВВС Великобритании участвуют в войне в Афганистане (изначально, операция ВВС Великобритании имела условное наименование операция «Veritas», с 1 января 2015 года — операция «Toras»).
20 марта 2003 года началось участие ВВС Великобритании в войне в Ираке.
Май 2009 года — Последняя миссия Tornado GR4 над Ираком.

### Мемориальная часовня
В 1943 году, после того, как во время Битвы за Британию восточное крыло часовни Генриха VII в Вестминстерском аббатстве было повреждено бомбардировками, а витражи выбиты взрывами, было предложено организовать в нём мемориал погибшим пилотам Королевских ВВС и союзников из Новой Зеландии, Канады, Австралии, Южной Африки, Чехословакии, Польши, Бельгии и США. 10 июля 1947 года мемориал был открыт королём Георгом VI. На новых витражах были изображены эмблемы принимавших участие в Битве за Британию истребительных соединений, девиз ВВС «Per ardua ad astra» (лат. «Через беды — к звёздам»), а также пилоты, преклоняющие колена перед яслями с младенцем Иисусом и распятием, и свидетельствующие воскресение Христа. Впоследствии в восточном крыле часовни были с почестями похоронены главнокомандующий истребительной авиации RAF во время Битвы за Британию барон Хью Касвелл Трименхир Даудинг и «отец британских ВВС» Хью Монтегю Тренчард. С 1944 года в Вестминстерском аббатстве совершаются богослужения в благодарность о победе в воздушном сражении 1940 года.

## Структура
- Воздушное командование (англ. Air Command)[24] — авиабаза КВВС Хай-Уиком
  - Группа № 1 (англ. No. 1 Group) (боевая авиагруппа) — авиабаза КВВС Хай-Уиком
  - Группа № 2 (англ. No. 2 Group) (авиагруппа обеспечения) — авиабаза КВВС Хай-Уиком
    - Полк Королевских ВВС (англ. RAF Regiment)

  - Группа № 11 (англ. No. 11 Group) (космические силы) — авиабаза КВВС Хай-Уиком
  - Группа № 22 (англ. No. 22 Group) (учебно-тренировочная группа) — авиабаза КВВС Хай-Уиком
  - Группа № 38 (англ. No. 38 Group) (группа боевой и тыловой поддержки) — авиабаза КВВС Хай-Уиком
  - Экспедиционная авиагруппа № 83 (англ. No. 83 Expeditionary Air Group) (силы КВВС за границей, по большей части на Ближнем Востоке) — авиабаза Аль-Удэйд (Катар).

## Боевой состав
По информации IISS Military Balance 2025, Великобритания владеет 159 истребителями и штурмовыми самолётами.
Вся авиационная техника ВВС Великобритании объединена в три авиагруппы: Группа № 1 (англ. No. 1 Group) боевая, Группа № 2 (англ. No. 2 Group) обеспечения и Группа № 22 (англ. No. 22 Group) учебная.

### Группа № 1
Группа № 1 предназначена для ведения боевых действий в воздухе и нанесения ударов по наземным целям, в ней сосредоточены все боевые самолёты Королевских ВВС. Командующий — вице-маршал авиации Кристофер Н Харпер (англ. Christopher N Harper).
| Номер эскадрильи | Вооружение | Место базирования     | Примечание                                                                                 |
| --- | --- | --------------------- | ------------------------------------------------------------------------------------------ |
| TYPHOON FORCE | TYPHOON FORCE | Штаб в RAF Coningsby  | Авиационный отряд Typhoon                                                                  |
| 3 (F) Sqn | Typhoon FGR4/T3 | RAF Coningsby         | Многоцелевая боевая эскадрилья, Истребительная*                                            |
| 11 (F) Sqn | Typhoon FGR4/T3 | RAF Coningsby         | Многоцелевая боевая эскадрилья, Истребительная*                                            |
| 12 (B) Sqn | Typhoon FGR4/T3 | RAF Coningsby         | Многоцелевая боевая эскадрилья, Бомбардировочная*                                          |
| 29 (R) Sqn | Typhoon FGR4/T3 | RAF Coningsby         | Учебно-боевая эскадрилья переучивания, Резерв                                              |
| Typhoon Display Team | Typhoon FGR4 | RAF Coningsby         | Команда высшего пилотажа                                                                   |
| 1 (F) Sqn | Typhoon FGR4/T3 | RAF Lossiemouth       | Многоцелевая боевая эскадрилья, Истребительная*                                            |
| 2 (AC) Sqn | Typhoon FGR4/T3 | RAF Lossiemouth       | Многоцелевая боевая эскадрилья, Армейской поддержки*                                       |
| 6 Sqn | Typhoon FGR4/T3 | RAF Lossiemouth       | Многоцелевая боевая эскадрилья                                                             |
| 9 (B) Sqn | Typhoon FGR4/T3 | RAF Lossiemouth       | Многоцелевая боевая эскадрилья, Бомбардировочная*                                          |
| LIGHTNING FORCE | LIGHTNING FORCE | Штаб в RAF Marham     | Авиационный отряд Молния                                                                   |
| 617 Sqn | F-35B | RAF Marham            | Многоцелевая боевая эскадрилья                                                             |
| TORNADO GR FORCE | TORNADO GR FORCE | Штаб в RAF Marham     | Авиационный отряд Tornado GR                                                               |
| | снятие с вооружения самолётов Tornado GR                                                                                          |                       |                                                                                            |
| ISTAR FORCE | ISTAR FORCE | Штаб в RAF Waddington | Авиационный отряд стратегической разведки, наблюдения, целеуказания и тактической разведки |
| 5 (AC) Sqn | Сентинел R1/ASTOR | RAF Waddington        | Специальная разведывательная эскадрилья, Армейской поддержки*                              |
| 8 Sqn | E-3D Сентри AEW1 | RAF Waddington        | ДРЛОиУ, эскадрилья будет перевооруженна на E-7 Wedgetail                                   |
| 13 Sqn | MQ-9 Рипер | RAF Waddington        | БПЛА                                                                                       |
| 14 Sqn | Beechcraft Shadow R1 | RAF Waddington        | Специальная разведывательная                                                               |
| 39 Sqn | MQ-9 Рипер | RAF Waddington        | БПЛА                                                                                       |
| 51 Sqn | Boeing RC-135W | RAF Waddington        | Специальная разведывательная                                                               |
| 54 Sqn | Boeing E-3 Sentry Сентинел R1/ASTOR                                                                                               | RAF Waddington        | Учебно-боевая эскадрилья переучивания, Резерв                                              |
| 120 Sqn | в процессе переучивания на P-8A Poseidon                                                                                          | RAF Lossiemouth       | Эскадрилья морского патрулирования и ПЛО                                                   |
| Части директного подчинения группы | |                       |                                                                                            |
| 17 (R) Sqn | F-35B | Edwards AFB, USA      | Учебно-боевая эскадрилья переучивания, Резерв                                              |
| 41 Sqn | Typhoon FGR4/T3 | RAF Coningsby         | Тактико-испытательная, Резерв                                                              |
| 100 Sqn | Хок T1/T1A | RAF Leeming           | Тактическая подготовка                                                                     |
| JFACTSU | Хок T1/T1A | RAF Leeming           | Симуляция действий авиацией для подготовки наземного персонала боевого управления          |
| Мемориальное авиазвено «Битва за Британию» | Supermarine Spitfire IIa/LF.IX/PR.XIX/Vb, Hawker Hurricane IIc, Avro Lancaster B.I, Douglas Dakota III, De Havilland Chipmunk T10 | RAF Coningsby         |                                                                                            |
| * Истребительная (Fighter (F)), Бомбардировочная (Bomber (B)), Армейской поддержки (Army Cooperation (AC)) являются только почётными наименованиями. | |                       |                                                                                            |

### Группа № 2
| Номер эскадрильи                                                                                     | Вооружение | Место базирования                           | Примечание                                        |
| --- | --- | ------------------------------------------- | ------------------------------------------------- |
| 10 Sqn                                                                                               | Voyager KC2/KC3 | RAF Brize Norton                            | Дозаправка в воздухе Стратегический авиатранспорт |
| 101 Sqn                                                                                              | Voyager KC2/KC3 | RAF Brize Norton                            | Дозаправка в воздухе Стратегический авиатранспорт |
| 99 Sqn                                                                                               | C-17A Globemaster III | RAF Brize Norton                            | Стратегический авиатранспорт                      |
| 70 Sqn                                                                                               | Atlas C1 | RAF Brize Norton                            | Тактический авиатранспорт                         |
| 47 Sqn                                                                                               | Геркулес C4/C5 | RAF Brize Norton                            | Тактический авиатранспорт, Поддержка спецназом    |
| 24 (R) Sqn                                                                                           | Atlas C1, Геркулес C4/C5 | RAF Brize Norton                            | Учебно-боевая эскадрилья переучивания, Резерв     |
| 206 (R) Sqn                                                                                          | Atlas C1, Геркулес C4/C5 | RAF Brize Norton (Штаб в MoD Boscombe Down) | Тактико-исспитательная, Резерв                    |
| 32 (TR) Sqn                                                                                          | BAe 146CC2/C3, AW109SP | RAF Northolt                                | Королевская*                                      |
| 84 Sqn                                                                                               | Гриффин HT1 | RAF Akrotiri, Cyprus                        | Спасательная                                      |
| JOINT SPECIAL OPERATIONS AIR WING                                                                    | JOINT SPECIAL OPERATIONS AIR WING | Штаб в RAF Odiham                           | Объединённое авиакрыло специальных операций       |
| 7 Sqn                                                                                                | Чинук HC6A | RAF Odiham                                  |                                                   |
| JOINT HELICOPTER COMMAND                                                                             | JOINT HELICOPTER COMMAND | Штаб в Андовере                             | Объединённое вертолётное командование             |
| 18 (B) Sqn                                                                                           | Чинук HC4/HC5/HC6/HC6A | RAF Odiham                                  | Бомбардировочная*                                 |
| 27 Sqn                                                                                               | Чинук HC4/HC5/HC6/HC6A | RAF Odiham                                  |                                                   |
| 33 Sqn                                                                                               | Пума HC2 | RAF Benson                                  |                                                   |
| 230 Sqn                                                                                              | Пума HC2 | RAF Benson                                  |                                                   |
| 28 (R) Sqn                                                                                           | Чинук HC4/HC5/HC6/HC6A, Пума HC2 | RAF Benson                                  | Учебно-боевая эскадрилья переучивания, Резерв     |
| * Бомбардировочная (Bomber (B)), Королевская (The Royal (TR)) является только почётное наименование. | |                                             |                                                   |
| RAF REGIMENT                                                                                         | RAF REGIMENT | Штаб в RAF Honington                        | Полк Королевских ВВС                              |
| No. 2 Force Protection Wing                                                                          | RAF Leeming - 34-й эскадрон, полк КВВС - 609-й эскадрон вспомогательных КВВС (добровольный резерв) RAF Honington - 1-й (тактический) эскадрон военной полиции КВВС                                                                                      | RAF Leeming                                 | 2-е Крыло охраны                                  |
| No. 3 Force Protection Wing                                                                          | RAF Marham - 2620-й эскадрон вспомогательных КВВС (добровольный резерв) - 6-й эскадрон военной полиции КВВС RAF Honington - 15-й эскадрон, полк КВВС | RAF Marham                                  | 3-е Крыло охраны                                  |
| No. 4 Force Protection Wing                                                                          | RAF Brize Norton - 2-й эскадрон (Воздушно-десантный), полк КВВС - 2624-й эскадрон вспомогательных КВВС (добровольный резерв) - 7-й эскадрон военной полиции КВВС                                                                                        | RAF Brize Norton                            | 4-е Крыло охраны                                  |
| No. 5 Force Protection Wing                                                                          | RAF Lossiemouth - 51-й эскадрон, полк КВВС - 603-й эскадрон вспомогательных КВВС (добровольный резерв) - 2622-й эскадрон вспомогательных КВВС (добровольный резерв) - 4-й эскадрон военной полиции КВВС                                                 | RAF Lossiemouth                             | 5-е Крыло охраны                                  |
| No. 7 Force Protection Wing                                                                          | RAF Coningsby - Пост управлении интеграциями «земля-воздух» (Air Land Integration Cell) RAF Northolt - 63-й эскадрон, полк КВВС (строевый почётный эскадрон Королевских ВВС) RAF Honington - 2623-й эскадрон вспомогательных КВВС (добровольный резерв) | RAF Coningsby                               | 7-е Крыло охраны                                  |
| No. 8 Force Protection Wing                                                                          | RAF Waddington - 2503-й эскадрон вспомогательных КВВС (добровольный резерв) - 5-й эскадрон военной полиции КВВС RAF Honington - 1-й эскадрон, полк КВВС                                                                                                 | RAF Waddington                              | 8-е Крыло охраны                                  |
| No. 20 RAF Regiment Wing                                                                             | RAF Honington - 26-й эскадрон РХБЗ, полк КВВС - 27-й эскадрон РХБЗ, полк КВВС - 2623-й эскадрон РХБЗ Вспомагательние КВВС (добровольный резерв) | RAF Honington                               | 20-е Крыло Полка ВВС                              |

### Группа № 11
| | |                                               | |                                                                                                | Назначение | Место базирования                                                                     | Примечания                              |
| --- | --- | --------------------------------------------- | --- | ---------------------------------------------------------------------------------------------- | --- | ------------------------------------------------------------------------------------- | --------------------------------------- |
| Штаб Группы № 11 (RAF High Wycombe)                                                                                              | Штаб Группы № 11 (RAF High Wycombe)                                                                                              | Штаб Группы № 11 (RAF High Wycombe)           | Штаб Группы № 11 (RAF High Wycombe) | Штаб Группы № 11 (RAF High Wycombe)                                                            | Штаб Группы № 11 (RAF High Wycombe)                                                                                                | Хай-Уиком, Бакингемшир                                                                |                                         |
| | BATTLESPACE MANAGEMENT FORCE | BATTLESPACE MANAGEMENT FORCE                  | BATTLESPACE MANAGEMENT FORCE | BATTLESPACE MANAGEMENT FORCE                                                                   | BATTLESPACE MANAGEMENT FORCE | Штаб в Булмэре (RAF Boulmer) (Булмэр, Нортамберленд)                                  | Командный отряд района боевых действиях |
| | Battlespace Management Operations                                                                                                | Battlespace Management Operations             | Battlespace Management Operations | Battlespace Management Operations                                                              | RAF Boulmer | Оперативный центр                                                                     |                                         |
| Low Flying Operations Flight | Low Flying Operations Flight | Low Flying Operations Flight                  | Low Flying Operations Flight | RAF Wittering                                                                                  | Звено управления полётов на предельно малой высоте                                                                                 |                                                                                       |                                         |
| Air Surveillance and Control Systems (ASACS)                                                                                     | Air Surveillance and Control Systems (ASACS)                                                                                     | Air Surveillance and Control Systems (ASACS)  | Air Surveillance and Control Systems (ASACS) | RAF Boulmer                                                                                    | Системы воздушного наблюдения и контроля                                                                                           |                                                                                       |                                         |
| | Control and Reporting Centre | Control and Reporting Centre                  | Control and Reporting Centre | RAF Boulmer                                                                                    | Центр контроля и предупреждения (зона отговорности включает 1-го Района воздушного патрулирования НАТО (NATO Air Policing Area 1)) |                                                                                       |                                         |
| ASACS Engineering and Logistics Squadron                                                                                         | ASACS Engineering and Logistics Squadron                                                                                         | ASACS Engineering and Logistics Squadron      | RAF Boulmer | Техническая и тыловая эскадрилья                                                               | |                                                                                       |                                         |
| | Communications and Information Systems Flight                                                                                    | Communications and Information Systems Flight | RAF Boulmer | Звено систем связи и информатики                                                               | |                                                                                       |                                         |
| Radar Flight - RRH Benbecula - RRH Saxa Vord - RRH Buchan - RRH Brizlee Wood - RRH Neatishead - RRH Portreath - RRH Staxton Wold | Radar Flight - RRH Benbecula - RRH Saxa Vord - RRH Buchan - RRH Brizlee Wood - RRH Neatishead - RRH Portreath - RRH Staxton Wold | RAF Boulmer                                   | Радиолокационное звено - РЛ пункт Бенбекула, Внешние Гебридские острова - РЛ пункт Сакса Ворд, Шетландские острова - РЛ пункт Бьюкан, Абердиншир - РЛ пункт Брэзли Уд, Нортамберленд - РЛ пункт Нитисхед, Норфолк - РЛ пункт Портрийт, Корнуолл - РЛ пункт Стакстон Уолд, Норт-Йоркшир |                                                                                                | |                                                                                       |                                         |
| No 1 Air Control Centre | No 1 Air Control Centre | No 1 Air Control Centre                       | RAF Scampton | 1-й Центр воздушного контроля (Скамптон, Линкольншир, RAF Scampton будет закрыта в 2022 году.) | |                                                                                       |                                         |
| Mobile Meteorological Unit | Mobile Meteorological Unit | Mobile Meteorological Unit                    | RAF Scampton | Мобильная метеорологическая част                                                               | |                                                                                       |                                         |
| Ballistic Missile Early Warning                                                                                                  | Ballistic Missile Early Warning                                                                                                  | Ballistic Missile Early Warning               | Ballistic Missile Early Warning | Ballistic Missile Early Warning                                                                | RAF Fylingdales | система раннего обнаружения атак баллистических ракет, Файлингдейлс, Северный Йоркшир |                                         |
| Electronic Warfare Tactics Range                                                                                                 | Electronic Warfare Tactics Range                                                                                                 | Electronic Warfare Tactics Range              | Electronic Warfare Tactics Range | Electronic Warfare Tactics Range                                                               | RAF Spadeadam | Учебно-тренировочный полигон РЭБ (Спейдадам, Камбрия)                                 |                                         |
| Close Air Support (CAS) Training Range                                                                                           | Close Air Support (CAS) Training Range                                                                                           | Close Air Support (CAS) Training Range        | Close Air Support (CAS) Training Range | Close Air Support (CAS) Training Range                                                         | RAF Spadeadam | Учебно-тренировочный полигон непосредственной авиоподдержки                           |                                         |
| JFACTSU Forward Air Controller Training                                                                                          | JFACTSU Forward Air Controller Training                                                                                          | JFACTSU Forward Air Controller Training       | JFACTSU Forward Air Controller Training | JFACTSU Forward Air Controller Training                                                        | RAF Spadeadam | Подготовка передовых авиационных наводчиков (JFACTSU находится в RAF Leeming)         |                                         |

### Группа № 22
|                                                                              | Номер эскадрильи                                                                                                | Вооружение                                                                  | Место базирования                                                                 | Примечания                                                                    |
| ---------------------------------------------------------------------------- | --- | --------------------------------------------------------------------------- | --------------------------------------------------------------------------------- | ----------------------------------------------------------------------------- |
| Royal Air Force Aerobatic Team (Красные Стрелы)                              | Royal Air Force Aerobatic Team (Красные Стрелы)                                                                 | Хок T.1/A/W                                                                 | RAF Scampton                                                                      | Демонстрационная группа высшего пилотажа                                      |
| No. 4 Flying Training School RAF (4 FTS) — 4-я Лётная школа КВВС             | No. 4 Flying Training School RAF (4 FTS) — 4-я Лётная школа КВВС                                                | No. 4 Flying Training School RAF (4 FTS) — 4-я Лётная школа КВВС            | RAF Valley                                                                        | Центр боевой подготовки пилотов истребительной авиации                        |
|                                                                              | 4 (R) Sqn | Хок T.2                                                                     | RAF Valley                                                                        | Резерв, эскадрилья боевой подготовки                                          |
| 25 (R) Sqn                                                                   | Хок T.2 | RAF Valley                                                                  | Резерв, эскадрилья реактивной лётной подготовки                                   |                                                                               |
| No. 3 Flying Training School RAF (3 FTS) — 3-я Лётная школа КВВС             | No. 3 Flying Training School RAF (3 FTS) — 3-я Лётная школа КВВС                                                | No. 3 Flying Training School RAF (3 FTS) — 3-я Лётная школа КВВС            | Колледж КВВС RAF Cranwell                                                         | Центр подготовки пилотов транспортной и специальной авиации                   |
|                                                                              | 45 (R) Sqn | Embraer Phenom 100                                                          | Колледж КВВС RAF Cranwell                                                         | Резерв, подготовка пилотов дву- и больше-двигательных самолётов               |
| 57 (R) Sqn                                                                   | Grob 120TP Prefect T.1                                                                                          | Колледж КВВС RAF Cranwell                                                   | Резерв, теоретическая подготовка пилотов дву- и больше-двигательных самолётов     |                                                                               |
| 674 Sqn AAC                                                                  | Grob 120TP Prefect T.1                                                                                          | RAF Barkston Heath                                                          | Эскадрилья армейской авиации, основная лётная подготовка пилотов самолётов        |                                                                               |
| 703 NAS                                                                      | Grob 120TP Prefect T.1                                                                                          | RAF Barkston Heath                                                          | Эскадрилья военно-морской авиации, основная лётная подготовка пилотов самолётов   |                                                                               |
| 16 (R) Sqn                                                                   | Grob 115 Tutor T.1                                                                                              | RAF Wittering                                                               | Резерв, началная лётная подготовка пилотов самолётов                              |                                                                               |
| No. 1 Flying Training School RAF (1 FTS) — 1-я Лётная школа КВВС             | No. 1 Flying Training School RAF (1 FTS) — 1-я Лётная школа КВВС                                                | No. 1 Flying Training School RAF (1 FTS) — 1-я Лётная школа КВВС            | RAF Linton-on-Ouse                                                                |                                                                               |
|                                                                              | 72 (R) Sqn | Тукано T.1, будет переучиваться на T-6A Texan II                            | RAF Linton-on-Ouse                                                                | Резерв, основная лётная подготовка пилотов истребительной авиации КВВС и КВМС |
| Defence Helicopter Flying School (DHFS) — 1-я Вертолётная школа сил обороны  | Defence Helicopter Flying School (DHFS) — 1-я Вертолётная школа сил обороны                                     | Defence Helicopter Flying School (DHFS) — 1-я Вертолётная школа сил обороны | RAF Shawbury                                                                      |                                                                               |
|                                                                              | 202 (R) Sqn | Jupiter EC145                                                               | RAF Valley                                                                        | Резерв, эскадрилья подготовки пилотов средних вертолётов КВВС и КВМС          |
| 60 (R) Sqn                                                                   | Juno HT.1 | RAF Shawbury                                                                | Резерв, эскадрилья основной подготовки пилотов вертолётов КВВС                    |                                                                               |
| 660 Sqn AAC                                                                  | Juno HT.1 | RAF Shawbury                                                                | Эскадрилья армейской авиации, начальная лётная подготовка пилотов вертолётов      |                                                                               |
| 705 NAS                                                                      | Juno HT.1 | RAF Shawbury                                                                | Эскадрилья военно-морской авиации, начальная лётная подготовка пилотов вертолётов |                                                                               |
| Central Flying School RAF (CFS) — Центральная лётная школа КВВС              | Central Flying School RAF (CFS) — Центральная лётная школа КВВС                                                 | Central Flying School RAF (CFS) — Центральная лётная школа КВВС             |                                                                                   | Подготовка пилотов инструкторов                                               |
|                                                                              | Advanced Training Unit                                                                                          | Хок T2                                                                      | RAF Valley                                                                        | Машины принадлежат 4 FTS.                                                     |
| CFS Tucano Squadron                                                          | Тукано T1 | RAF Linton-on-Ouse                                                          | Машины принадлежат 1 FTS.                                                         |                                                                               |
| Central Flying School (Helicopters)                                          | Jupiter EC145                                                                                                   | RAF Valley                                                                  | Машины принадлежат DHFS.                                                          |                                                                               |
| Central Flying School (Helicopters)                                          | Juno HT.1 | RAF Shawbury                                                                | Машины принадлежат DHFS.                                                          |                                                                               |
| No. 6 Flying Training School RAF (6 FTS) — 6-я Лётная школа КВВС             | No. 6 Flying Training School RAF (6 FTS) — 6-я Лётная школа КВВС                                                | No. 6 Flying Training School RAF (6 FTS) — 6-я Лётная школа КВВС            | Колледж КВВС RAF Cranwell                                                         |                                                                               |
|                                                                              | Universities Air Squadrons (UAS) 14-я эскадрилья лётной подготовки запасных офицеров-пилотов в цивильных ВУЗ-ов | Grob 115 Tutor T.1                                                          |                                                                                   |                                                                               |
| Air Experience Flights (AEF) 14-я авиозвены мотивационных полётов школьников | Grob 115 Tutor T.1                                                                                              |                                                                             |                                                                                   |                                                                               |
| No. 2 Flying Training School RAF (2 FTS) — 2-я Лётная школа КВВС             | No. 2 Flying Training School RAF (2 FTS) — 2-я Лётная школа КВВС                                                | No. 2 Flying Training School RAF (2 FTS) — 2-я Лётная школа КВВС            | RAF Syerston                                                                      | Безмоторная лётная подготовка добровольной резерве                            |
|                                                                              | 10-я эскадрилы планёров                                                                                         |                                                                             |                                                                                   |                                                                               |

### Группа № 38
| |                                                                                        |                                                      |                                           | Назначение                                                  | Место базирования               | Примечания       |
| --- | -------------------------------------------------------------------------------------- | ---------------------------------------------------- | ----------------------------------------- | ----------------------------------------------------------- | ------------------------------- | ---------------- |
| Штаб Группы № 11 (RAF High Wycombe) | Штаб Группы № 11 (RAF High Wycombe)                                                    | Штаб Группы № 11 (RAF High Wycombe)                  | Штаб Группы № 11 (RAF High Wycombe)       |                                                             | Хай-Уиком, Бакингемшир          |                  |
| | No. 90 SIGNALS UNIT                                                                    | No. 90 SIGNALS UNIT                                  | No. 90 SIGNALS UNIT                       | Войск связи КВВС                                            | RAF Leeming                     | 90-й Отряд связи |
| | Tactical Communications Wing                                                           | Tactical Communications Wing                         |                                           |                                                             | Крыло тактической связи         |                  |
| | No. 2 Field Communications Squadron                                                    |                                                      |                                           |                                                             |                                 |                  |
| No. 3 Field Communications Squadron |                                                                                        |                                                      |                                           |                                                             |                                 |                  |
| No. 4 Field Communications Squadron |                                                                                        |                                                      |                                           |                                                             |                                 |                  |
| Operational Information Services Wing | Operational Information Services Wing                                                  |                                                      |                                           | Крыло информатики                                           |                                 |                  |
| | No. 1 (Engineering Support) Squadron                                                   |                                                      |                                           |                                                             |                                 |                  |
| No. 5 (Information Services) Squadron |                                                                                        |                                                      |                                           |                                                             |                                 |                  |
| Operations Squadron |                                                                                        |                                                      |                                           |                                                             |                                 |                  |
| Capability and Innovation Squadron |                                                                                        |                                                      |                                           |                                                             |                                 |                  |
| RAF A4 FORCE | RAF A4 FORCE                                                                           | RAF A4 FORCE                                         | Войск тыла КВВС                           | RAF Wittering                                               | Отряд А4 [Логистики]            |                  |
| | No. 1 Air Mobility Wing                                                                | No. 1 Air Mobility Wing                              | Movements                                 | RAF Brize Norton                                            | 1-е Крыло воздушных перевозок   |                  |
| | Operational Support Squadron                                                           |                                                      |                                           |                                                             |                                 |                  |
| Air Movements Squadron |                                                                                        |                                                      |                                           |                                                             |                                 |                  |
| UK Mobile Air Movements Squadron |                                                                                        |                                                      |                                           |                                                             |                                 |                  |
| No. 42 (Expeditionary Support) Wing | No. 42 (Expeditionary Support) Wing                                                    |                                                      | RAF Wittering                             | 42-е Крыло экспедиционной поддержки                         |                                 |                  |
| | No. 71 (Inspection and Repair) Squadron                                                | Aircraft engineering                                 | RAF Wittering                             |                                                             |                                 |                  |
| No. 93 (Expeditionary Armaments) Squadron | Weapons engineering                                                                    | RAF Marham                                           |                                           |                                                             |                                 |                  |
| No. 5001 Squadron | Ground engineering                                                                     | RAF Wittering                                        |                                           |                                                             |                                 |                  |
| No. 5131 (Bomb Disposal) Squadron | EOD                                                                                    | RAF Wittering                                        |                                           |                                                             |                                 |                  |
| Joint Aircraft Recovery and Transportation Squadron |                                                                                        | MOD Boscombe Down                                    |                                           |                                                             |                                 |                  |
| No. 85 (Expeditionary Logistics) Wing | No. 85 (Expeditionary Logistics) Wing                                                  |                                                      | RAF Wittering                             | 85-е Крыло экспедиционной логистики                         |                                 |                  |
| | No. 1 Expeditionary Logistics Squadron                                                 |                                                      | RAF Wittering                             |                                                             |                                 |                  |
| No. 2 Mechanical Transport Squadron |                                                                                        | RAF Wittering                                        |                                           |                                                             |                                 |                  |
| No. 3 Mobile Catering Squadron |                                                                                        | RAF Wittering                                        |                                           |                                                             |                                 |                  |
| RAF Mountain Rescue Service - RAF Mountain Rescue Team Valley - RAF Mountain Rescue Team Wittering - RAF Mountain Rescue Team Leeming - RAF Mountain Rescue Team Lossiemouth |                                                                                        | RAF Valley RAF Wittering RAF Leeming RAF Lossiemouth | Горная спасательная служба КВВС           |                                                             |                                 |                  |
| Reserve Logistics Support Wing | Reserve Logistics Support Wing                                                         |                                                      |                                           | Резервное крыло материально-технического обеспечения        |                                 |                  |
| | No. 501 (County of Gloucester) Sqn RAuxAF                                              | Logistics                                            | RAF Brize Norton                          |                                                             |                                 |                  |
| No. 504 (County of Nottingham) Squadron RAuxAF | Logistics                                                                              | RAF Wittering                                        |                                           |                                                             |                                 |                  |
| No. 605 (County of Warwick) Sqn RAuxAF | Logistics                                                                              | RAF Cosford                                          |                                           |                                                             |                                 |                  |
| No. 4624 (County of Oxford) Squadron RAuxAF | No. 4624 (County of Oxford) Squadron RAuxAF                                            | Movements                                            | RAF Brize Norton                          |                                                             |                                 |                  |
| No. 7644 (VR) Public Relations Squadron | No. 7644 (VR) Public Relations Squadron                                                |                                                      | RAF Halton                                |                                                             |                                 |                  |
| RAF MEDICAL FORCE | RAF MEDICAL FORCE                                                                      | RAF MEDICAL FORCE                                    | Медицинские войска КВВС                   | RAF Henlow                                                  |                                 |                  |
| | RAF Centre of Aviation Medicine                                                        | RAF Centre of Aviation Medicine                      | Medical Support                           | RAF Henlow                                                  | Центр авиационной медицины КВВС |                  |
| | Aviation Medicine Wing - Aviation Medicine Flight — 2 x Хок T.1A (в MOD Boscombe Down) |                                                      | RAF Henlow                                | Крыло авиационной медицины - Авиозвено авиационной медицины |                                 |                  |
| Occupational and Environmental Medicine Wing |                                                                                        | RAF Henlow                                           | Крыло медицины труда и окружающую среду   |                                                             |                                 |                  |
| Support Wing |                                                                                        | RAF Henlow                                           | Крыло тыла                                |                                                             |                                 |                  |
| Tactical Medical Wing | Tactical Medical Wing                                                                  | Medical Support                                      | RAF Brize Norton                          | Тактическое медицинское крыло                               |                                 |                  |
| | Operations Squadron                                                                    |                                                      |                                           |                                                             |                                 |                  |
| Aeromedical Evacuation Control Centre |                                                                                        |                                                      |                                           |                                                             |                                 |                  |
| Aeromedical Evacuation Squadron |                                                                                        |                                                      |                                           |                                                             |                                 |                  |
| Capability and Sustainment Squadron |                                                                                        |                                                      |                                           |                                                             |                                 |                  |
| Training Squadron |                                                                                        |                                                      |                                           |                                                             |                                 |                  |
| No. 4626 (County of Wiltshire) Aeromedical Evacuation Squadron RAuxAF | No. 4626 (County of Wiltshire) Aeromedical Evacuation Squadron RAuxAF                  |                                                      | RAF Brize Norton                          |                                                             |                                 |                  |
| No. 612 (County of Aberdeen) Squadron (Royal Auxiliary Air Force) | No. 612 (County of Aberdeen) Squadron (Royal Auxiliary Air Force)                      |                                                      | Leuchars Station                          |                                                             |                                 |                  |
| RAF MUSIC SERVICES | RAF MUSIC SERVICES                                                                     | RAF MUSIC SERVICES                                   | Военная музыка КВВС                       | RAF Northolt                                                |                                 |                  |
| |                                                                                        | The Central Band of the Royal Air Force              | The Central Band of the Royal Air Force   |                                                             | RAF Northolt                    |                  |
| |                                                                                        | The Band of the RAF Regiment                         | The Band of the RAF Regiment              |                                                             | RAF Northolt                    |                  |
| |                                                                                        | The RAF Salon Orchestra                              | The RAF Salon Orchestra                   |                                                             | RAF Northolt                    |                  |
| |                                                                                        | The Band of the Royal Air Force College              | The Band of the Royal Air Force College   |                                                             | RAF College Cranwell            |                  |
| |                                                                                        | The Band of the Royal Auxiliary Air Force            | The Band of the Royal Auxiliary Air Force |                                                             | RAF College Cranwell            |                  |

### Экспедиционная авиагруппа № 83
| Номер эскадрильи                    | Вооружение | Место базирования        | Примечания |
| ----------------------------------- | ---------- | ------------------------ | ---------- |
| Штаб Экспедиционной авиагруппы № 83 |            | Авиабаза Ал Удейд, Катар |            |
| 901-е Экспедиционное авиакрыло      |            | Авиабаза Ал Удейд, Катар |            |
| 902-е Экспедиционное авиакрыло      |            | Авиабаза Мусанна, Оман   |            |
| 903-е Экспедиционное авиакрыло      |            | Авиабаза Акротири, Кипр  |            |
| 906-е Экспедиционное авиакрыло      |            | Авиабаза Ал Минхад, ОАЭ  |            |

## Техника и вооружение
| Тип                                          | Производство    | Назначение                   | Количество      | Примечания      | Изображение     |
| Боевые самолёты                              | Боевые самолёты | Боевые самолёты              | Боевые самолёты | Боевые самолёты | Боевые самолёты |
| -------------------------------------------- | --------------- | ---------------------------- | --------------- | --------------- | --------------- |
| Lockheed Martin F-35B Lightning II           | США             | истребитель-бомбардировщик   | 32              |                 |                 |
| Eurofighter Typhoon                          | Европа          | многоцелевой истребитель     | 144             | 138 FGR4 и 6 Т3 |                 |
| БПЛА                                         |                 |                              |                 |                 |                 |
| MQ-9 Reaper                                  | США             | БПЛА                         | 10              |                 |                 |
| Транспортные самолёты                        |                 |                              |                 |                 |                 |
| Boeing C-17A Globemaster                     | США             | транспортный самолёт         | 8               |                 |                 |
| Airbus A400M                                 | Европа          | транспортный самолёт         | 20              |                 |                 |
| BAE Systems 146 CC2/С3                       | Великобритания  | пассажирский самолёт         | 4               |                 |                 |
| Специальные самолёты                         |                 |                              |                 |                 |                 |
| Boeing P-8 Poseidon MRA Mk1                  | США             | базовый патрульный самолёт   | 9               |                 |                 |
| Shadow R1                                    | США             | разведывательный самолёт     | 6               |                 |                 |
| Airbus A330 MRTT                             | Европа          | самолёт-заправщик            | 10              | 3 KC2 и 7 KC3   |                 |
| Boeing RC-135W Rivet Joint                   | США             | самолёт электронной разведки | 3               |                 |                 |
| Учебные самолёты                             |                 |                              |                 |                 |                 |
| BAE Hawk T2                                  | Великобритания  | учебный                      | 28              |                 |                 |
| Grob G-115E Tutor                            | Германия        | учебно-тренировочный         | 86              |                 |                 |
| Beechcraft T-6C Texan II                     | США             | учебно-тренировочный         | 14              |                 |                 |
| EMB-500 Phenom 100                           | Бразилия        | учебно-тренировочный         | 5               |                 |                 |
| Вертолёты                                    |                 |                              |                 |                 |                 |
| AgustaWestland AW109E AgustaWestland AW109SP | Италия          | многоцелевой                 | 2 1             |                 |                 |
| Bell Helicopter Textron 412EP                | США             | многоцелевой                 | 4               |                 |                 |
| AgustaWestland AW139                         | Италия          | многоцелевой                 | 1               |                 |                 |
| Boeing CH-47 Chinook                         | США             | военно-транспортный          | 55              |                 |                 |
| SA.330 Puma HC2                              | Франция         | военно-транспортный          | 22              |                 |                 |
| Airbus H145 Jupiter                          | Европа          | многоцелевой                 | 3               |                 |                 |
| Airbus H135 Juno                             | Европа          | многоцелевой                 | 29              |                 |                 |

### Вооружение
- воздух-воздух AIM-120B/C, AIM-9, ASRAAM, Skyflash
- воздух-земля ALARM,Brimstone, Storm Shadow
- воздух-корабль торпеда Stingray
- бомбы Paveway II/III/IV, для поиска и подсвета используются подвесные контейнеры

## Опознавательные знаки
| Опознавательный знак | Знак на фюзеляж | Знак на киль | Где использовался                 |
| -------------------- | --------------- | ------------ | --------------------------------- |
|                      |                 |              | стандартные опознавательные знаки |
|                      |                 |              | вариант уменьшенной видимости     |
|                      |                 |              | вариант уменьшенной видимости     |

### Эволюция опознавательных знаков ВВС Великобритании
| Опознавательный знак | Знак на фюзеляж | Знак на киль | Когда использовался | Порядок нанесения |
| -------------------- | --------------- | ------------ | ------------------- | ----------------- |
|                      |                 |              |                     |                   |
|                      |                 |              |                     |                   |
|                      |                 |              |                     |                   |
|                      |                 |              |                     |                   |
|                      |                 |              |                     |                   |
|                      |                 |              |                     |                   |
|                      |                 |              |                     |                   |

## Воинские звания и знаки различия

### Генералы и офицеры
| Категории               | Генералы                                              | Генералы                                 | Генералы                   | Генералы                             | Старшие офицеры                | Старшие офицеры                  | Старшие офицеры                   | Старшие офицеры                  | Младшие офицеры                   | Младшие офицеры              | Младшие офицеры            | Курсанты                   |
| Код НАТО                | OF-10                                                 | OF-9                                     | OF-8                       | OF-7                                 | OF-6                           | OF-5                             | OF-4                              | OF-3                             | OF-2                              | OF-1                         | OF-1                       | OF(D)                      |
| ----------------------- | ----------------------------------------------------- | ---------------------------------------- | -------------------------- | ------------------------------------ | ------------------------------ | -------------------------------- | --------------------------------- | -------------------------------- | --------------------------------- | ---------------------------- | -------------------------- | -------------------------- |
| Знаки различия          |                                                       |                                          |                            |                                      |                                |                                  |                                   |                                  |                                   |                              |                            |                            |
| Английское звание       | Маршал Королевских ВВС Marshal of the Royal Air Force | Главный маршал авиации Air Chief Marshal | Маршал авиации Air Marshal | Вице-маршал авиации Air Vice-Marshal | Коммодор авиации Air Commodore | Капитан авиагруппы Group Captain | Командир авиакрыла Wing Commander | Лидер эскадрильи Squadron Leader | Лейтенант звена Flight Lieutenant | Офицер-лётчик Flying Officer | Офицер-пилот Pilot Officer | Офицер-кадет Officer Cadet |
| Российское соответствие | Генерал армии                                         | Генерал-полковник                        | Генерал-лейтенант          | Генерал-майор                        | нет                            | Полковник                        | Подполковник                      | Майор                            | Капитан                           | Старший лейтенант            | Лейтенант                  | Курсант                    |

### Подофицеры и солдаты
| Категории               | Подофицеры                                                           | Подофицеры                        | Сержанты                                          | Сержанты                                          | Сержанты                             | Сержанты                             | Солдаты         | Солдаты                       | Солдаты                                                                 | Солдаты                                               | Солдаты                                               | Солдаты                |
| ----------------------- | -------------------------------------------------------------------- | --------------------------------- | ------------------------------------------------- | ------------------------------------------------- | ------------------------------------ | ------------------------------------ | --------------- | ----------------------------- | ----------------------------------------------------------------------- | ----------------------------------------------------- | ----------------------------------------------------- | ---------------------- |
| Код НАТО                | OR-9                                                                 | OR-9                              | OR-7                                              | OR-7                                              | OR-6                                 | OR-5                                 | OR-4            | OR-3                          | OR-2                                                                    | OR-2                                                  | OR-2                                                  | OR-                    |
| Общие и техники         |                                                                      |                                   |                                                   |                                                   |                                      |                                      |                 |                               |                                                                         |                                                       | нет                                                   |                        |
| Английское звание       | Уорент-офицер Королевских ВВС Warrant Officer of the Royal Air Force | Уорент-офицер Warrant Officer     | Сержант-лётчик Flight Sergeant                    | Главный техник Chief Technician                   | Сержант Sergeant                     | Сержант Sergeant                     | Капрал Corporal | Младший капрал Lance Corporal | Авиаспециалист (1-го класса) Техник Air Specialist (Class 1) Technician | Авиаспециалист (1-го класса) Air Specialist (Class 1) | Авиаспециалист (2-го класса) Air Specialist (Class 2) | Авиарекрут Air Recruit |
| Лётный состав           |                                                                      |                                   |                                                   |                                                   |                                      |                                      | нет             | нет                           | нет                                                                     | нет                                                   | нет                                                   | нет                    |
| Английское звание       | Мастер авиаэкипажа Master Aircrew                                    | Мастер авиаэкипажа Master Aircrew | Сержант звена авиаэкипажа Flight Sergeant Aircrew | Сержант звена авиаэкипажа Flight Sergeant Aircrew | Сержант авиаэкипажа Sergeant Aircrew | Сержант авиаэкипажа Sergeant Aircrew | нет             | нет                           | нет                                                                     | нет                                                   | нет                                                   | нет                    |
| Российское соответствие | Старший прапорщик                                                    | Прапорщик                         | Старшина                                          | Старшина                                          | Старший сержант                      | Старший сержант                      | Сержант         | Младший сержант               | Ефрейтор                                                                | Ефрейтор                                              | Рядовой¹                                              | Рядовой¹               |

¹ Во многих случаях, воинское звание в Британских ВВС будет ниже соответствующего звания в Армии, ВМФ или Морской пехоте. Например: званию ефрейтора ВВС соответствует звание матроса ВМФ или рядового в Сухопутных войсках. 

## Галерея

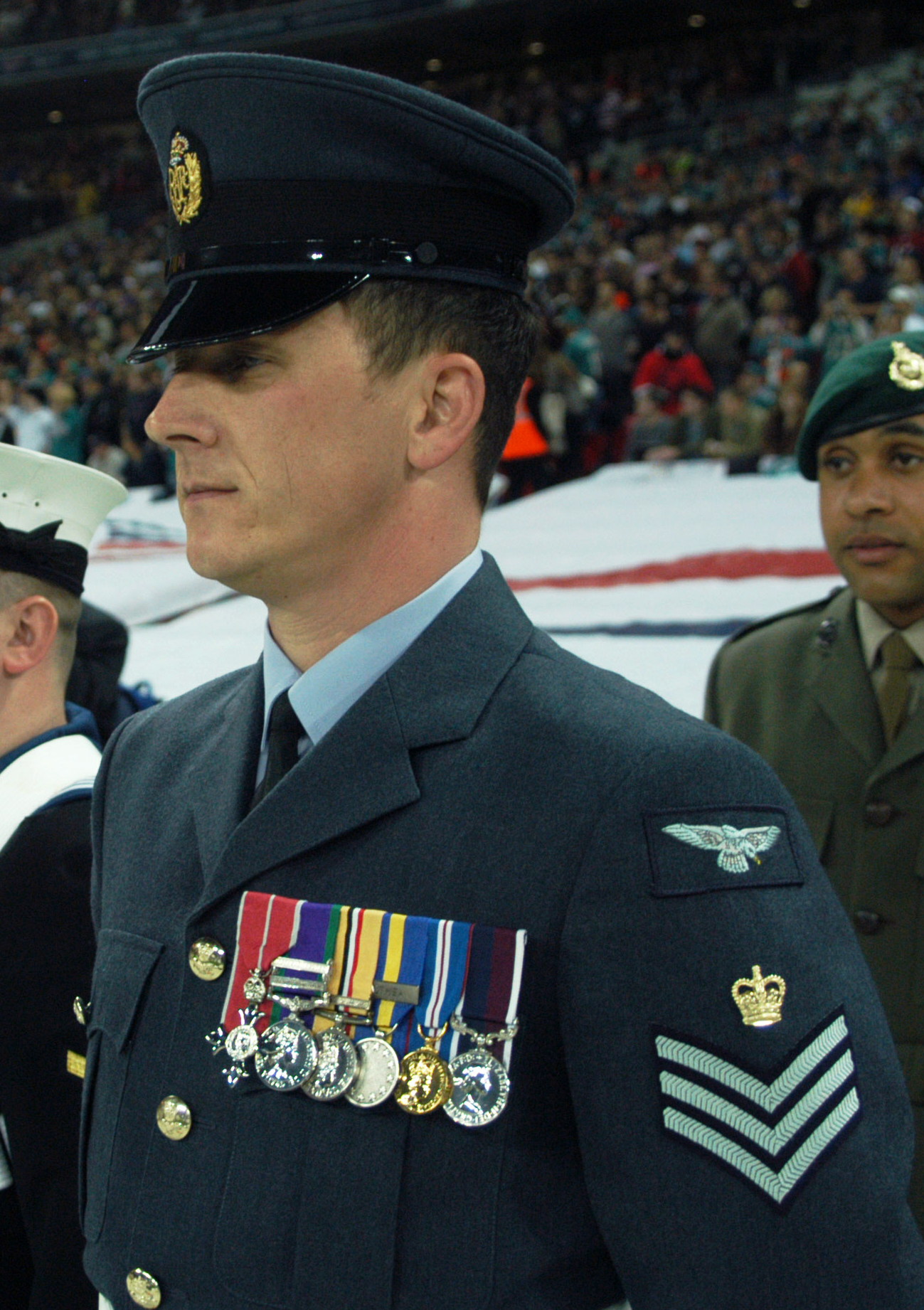
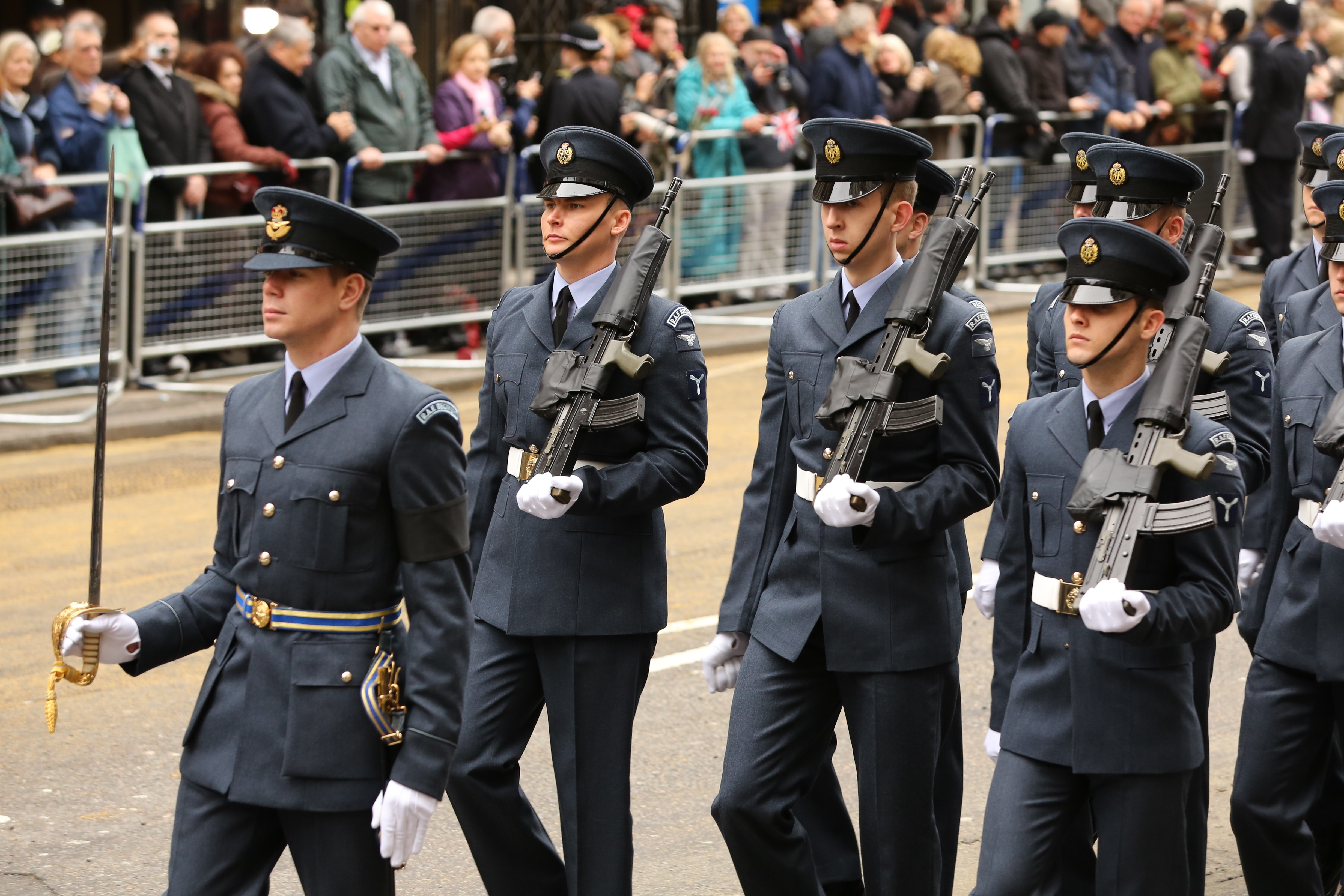
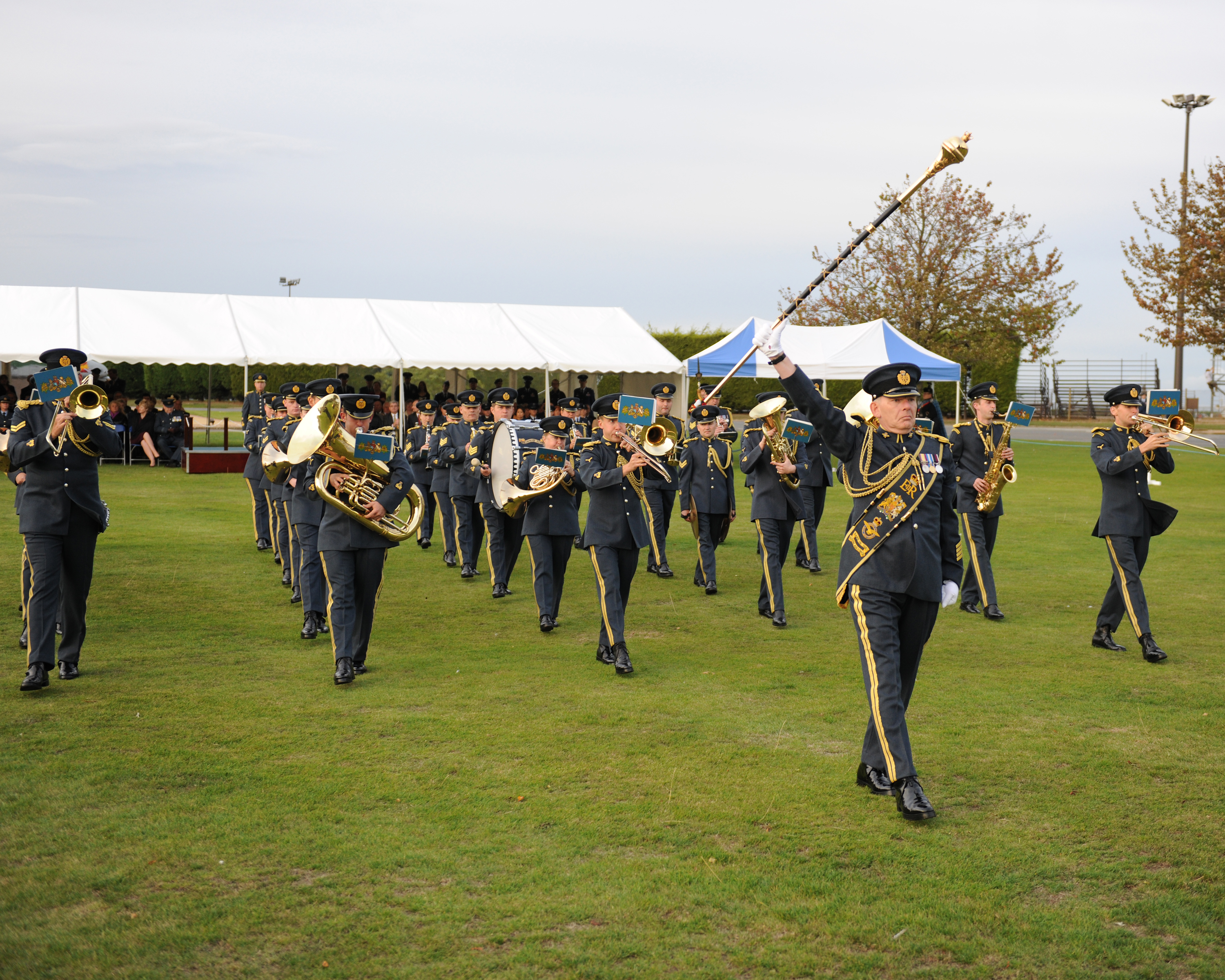
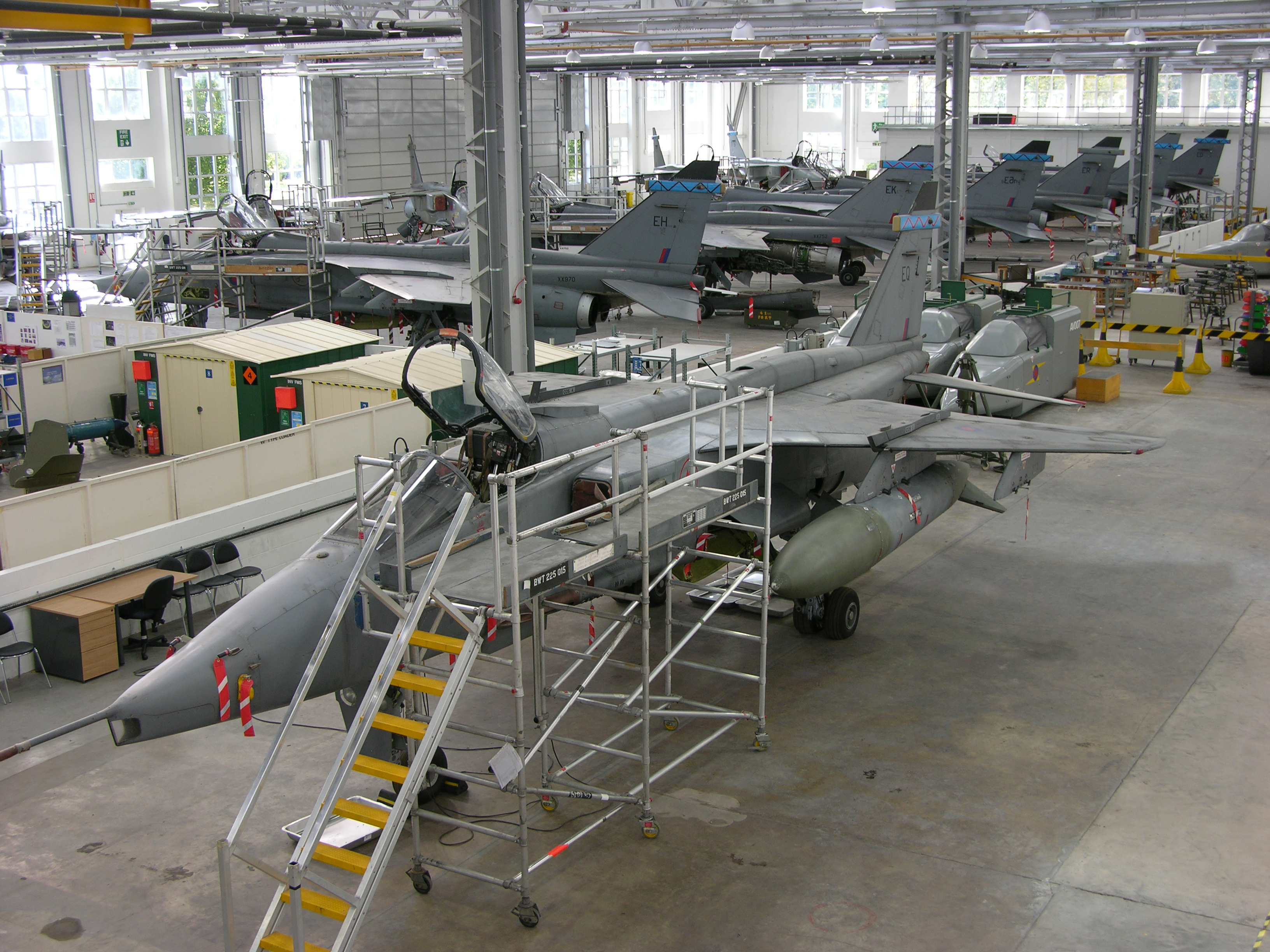